# Elecciones estatales de Sonora de 2018
Las elecciones estatales de Sonora se realizaron el domingo 1 de julio de 2018, simultáneamente con las elecciones federales, y en ellas se renovaron los siguientes cargos de elección popular:
- 33 diputados del Congreso del Estado. De los cuales 21 son electos por mayoría relativa y 12 por representación proporcional.
- 72 ayuntamientos. Compuestos por un presidente municipal y sus regidores. Electos por un periodo de tres años.

## Resultados electorales

### Ayuntamientos del Estado de Sonora

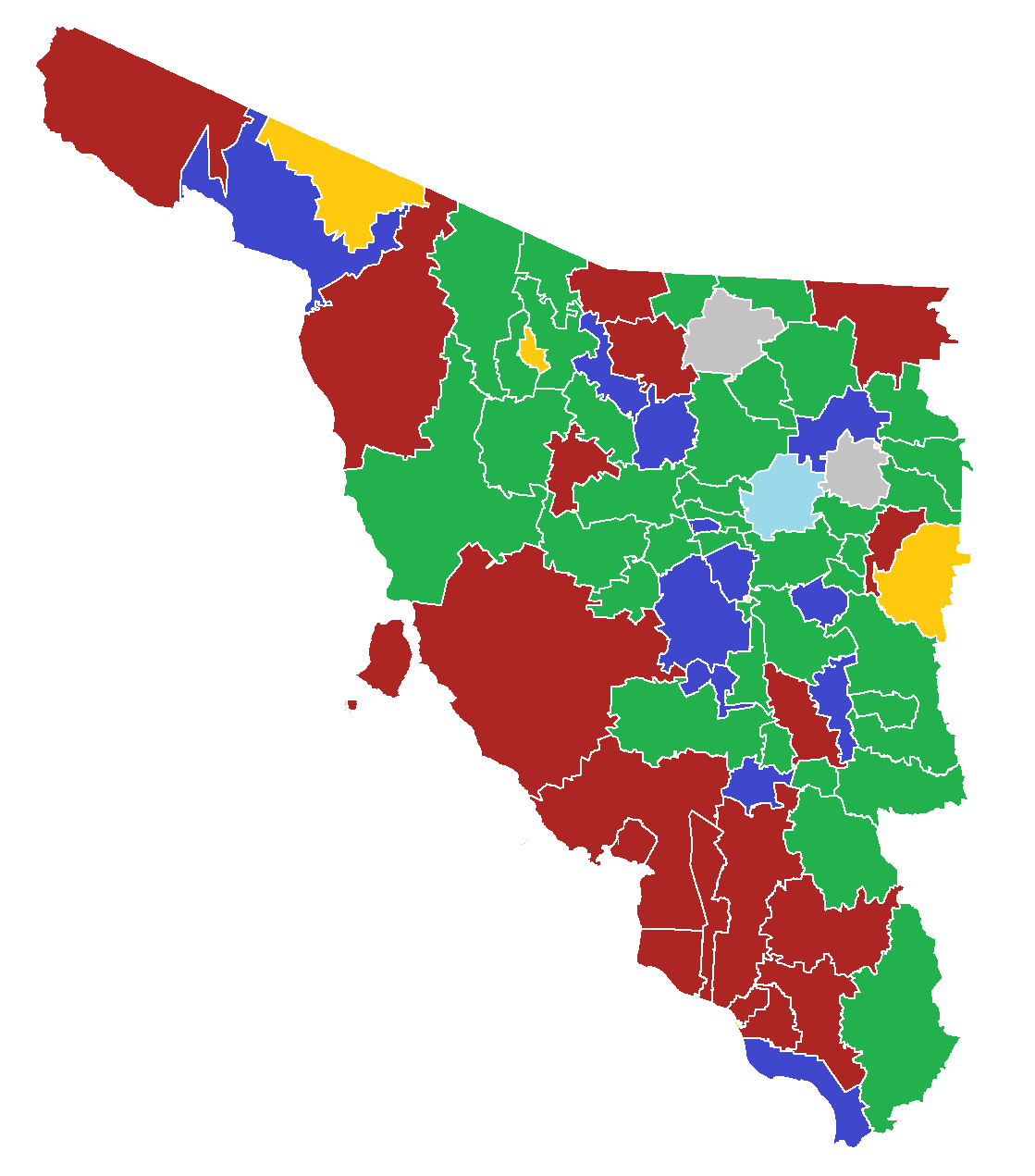
Mapa de los municipios de Sonora de acuerdo al partido político gobernante para el periodo 2018-2021.

|  | 29.34 % |

|  | 24.75 % |

|  | 14.89 % |

|  | 10.07 % |

|  | 7.80 % |

|  | 3.28 % |

|  | 2.15 % |

|  | 1.86 % |

|  | 1.80 % |

|  | 1.27 % |

### Congreso del Estado de Sonora
|  | 35.39 % |

|  | 18.77 % |

|  | 15.83 % |

|  | 6.51 % |

|  | 5.31 % |

|  | 3.69 % |

|  | 3.29 % |

|  | 2.02 % |

|  | 1.42 % |